# Ester Ledecká
Ester Ledecká (češka izgovorjava: [ˈɛstɛr ˈlɛdɛtskaː]), češka deskarka na snegu in alpska smučarka, * 23. marec 1995, Praga, Češka.
Ledecká je nastopila na treh Zimskih olimpijskih igrah, leta 2014 v deskanju na snegu ter v letih 2018 in 2022 v alpskem smučanju in deskanju na snegu. Leta 2017 je kot prva tekmovalka nastopila na svetovnih prvenstvih v alpskem smučanju in deskanju na snegu. Na olimpijskih igrah leta 2018 je z zlatima medaljama v superveleslalomu v alpskem smučanju in paralelnem veleslalomu v deskanju na snegu postala prva tekmovalka, ki je nastopila na zimskih olimpijskih igrah v obeh športih in v obeh tudi osvojila medalji. Kot drugi športnici ji je uspelo osvojili olimpijsko medaljo v dveh različnih športnih po Anfisi Rezcovi, toda prvi na istih olimpijskih igrah, leta 2022 pa je ponovila naslov olimpijske prvakinje v paralelnem veleslalomu, v alpskem smučanje pa je zasedla četrto mesto v kombinaciji in peto v superveleslalomu. Skupno je v deskanju na snegu osvojila tri zlate in dve srebrni medalji na svetovnih prvenstvih, v svetovnem pokalu pa 25 zmag in 39 uvrstitev na stopničke. Štirikrat je osvojila skupno zmago v paralelnih disciplinah svetovnega pokala ter po enkrat drugo in tretje mesto. V alpskem smučanju je na svetovnem prvenstvu leta 2021 zasedla četrto mesto v smuku in superveleslalomu, leta 2025 pa bronasto medaljo v smuku, s čimer je postala športnica, ki je v istem letu osvojila medaljo na svetovnih prvenstvih FIS v dveh različnih športnih. V svetovnem pokalu je osvojila štiri zmage in enajst uvrstitev na stopničke.